# Zsolt
Zsolt [ʒolt] ist ein ungarischer männlicher Vorname, eine alte Variante von Zoltán, abgeleitet vom türkischen sultan, „Prinz“.  Zsolt kommt auch als Familienname vor.

## Verbreitung
Der Name befindet sich in Ungarn seit dem Jahr 2000 in den Vornamenscharts der 50 beliebtesten Jungennamen, wobei seine Vergabe rückläufig ist.
Zsolt kommt in Deutschland seit Anfang der 1940er Jahre regelmäßig vor, jedoch in einer eher geringen Anzahl. In Österreich wird er nur gelegentlich vergeben. In den letzten 10 Jahren wurde er 11 Mal gewählt. In der Schweiz ist er seit den 1950er Jahren fast jährlich in der Namensgebung anzutreffen. Wirklich beliebt ist er nicht. Insgesamt tragen 497 Personen den Namen (Stand 2022).
In Schweden wird der Name nur selten vergeben, fast immer von Einwanderern aus Ungarn. Nachweislich wird Zsolt auch in Dänemark, England, Kanada und den USA vergeben, er ist aber nur selten in den Hitlisten vertreten.

## Namensträger

### Vorname
- Zsolt Bács (* 1963), ungarischer Schauspieler, Drehbuchautor und Regisseur
- Zsolt Balkanyi-Guery (* 1975), Schweizer Historiker, Schuldirektor, jüdischen Armeeseelsorger
- Zsolt Balla (* 1979), Rabbiner in Deutschland, Militärrabbiner für die Bundeswehr
- Zsolt Balogh (* 1989), ungarischer Handballspieler
- Zsolt Baumgartner (* 1981), ungarischer Formel-1-Rennfahrer
- Zsolt Bedák (* 1983), ungarischer Boxer
- Zsolt Borkai (* 1965), ungarischer Turner
- Zsolt Sándor Cseke (* 1988), rumänischer Tänzer
- Zsolt Czingler (* 1971), ungarischer Leichtathlet (Dreisprung)
- Zsolt Dér (* 1983), ungarisch-serbischer Radrennfahrer
- Zsolt Detre (* 1947), ungarischer Segler
- Zsolt Durkó (1934–1997), ungarischer Komponist
- Zsolt Erdei (* 1974), ungarischer Boxer
- Zsolt Erőss (1968–2013), ungarischer Extrembergsteiger
- Zsolt Érsek (* 1966), ungarischer Florettfechter
- Zsolt Gárdonyi (* 1946), ungarndeutscher Komponist und Organist
- Zsolt Gyulay (* 1964), ungarischer Kanute, zweifacher Olympiasieger 1988
- Zsolt Harsányi (1887–1943), ungarischer Theaterleiter und Schriftsteller
- Zsolt Heffler (* 1967), deutscher Eishockeyspieler und -schiedsrichter ungarischer Abstammung
- Zsolt Kalmár (* 1995), ungarischer Fußballspieler
- Zsolt Kontra (* 1955), ungarischer Handballspieler
- Zsolt Kriston (* 1961), ungarischer Tischtennisspieler
- Zsolt K. Lengyel (* 1960), ungarisch-deutscher Historiker und Politologe
- Zsolt Lőw (* 1979), ungarischer Fußballspieler
- Zsolt Marton (* 1966), ungarischer Geistlicher und römisch-katholischer Bischof von Vác
- Zsolt Molnár (* 1987), rumänischer Eishockeyspieler
- Zsolt Muzsnay (* 1965), rumänischer Fußballspieler und -trainer ungarischer Herkunft
- Zsolt Nemcsik (* 1977), ungarischer Fechter
- Zsolt Németh (Politiker, 1963) (* 1963), ungarischer Politiker
- Zsolt Németh (Hammerwerfer) (* 1971), ungarischer Hammerwerfer
- Zsolt Péter (* 1991), rumänischer Eishockeyspieler
- Zsolt Pethő (1937–2016), ungarischer Komponist
- Zsolt Petry (* 1966), ungarischer Fußballspieler und Torwarttrainer
- Zsolt Rostoványi (* 1952), ungarischer Ökonom und Rektor der Corvinus-Universität Budapest
- Zsolt Semjén (* 1962), ungarischer Politiker der Christlich-Demokratischen Volkspartei
- Zsolt Sőrés (* 1969), ungarischer Improvisationsmusiker, Verleger, Klang-, Performance- und Konzeptkünstler
- Zsolt Visy (* 1944), ungarischer Archäologe und Politiker

### Familienname
- Béla Zsolt (1895–1949), ungarischer Schriftsteller und Journalist
- István Zsolt (1921–1991), ungarischer Fußballschiedsrichter